# Mode harmonique

Animation : 3 premiers modes de vibration d'une corde

De nombreux instruments de musique ont la faculté de vibrer librement à des fréquences différentes. Ces fréquences propres se suivent selon une suite que l'on appelle harmoniques. Dans certains cas, ce phénomène est indésirable, mais souvent il fait partie du principe de modulation de la note jouée.

## Harmoniques et notes de musique
Un son complexe de hauteur fixe peut s'analyser en une série de vibrations élémentaires, appelées harmoniques naturelles, dont la fréquence est multiple de celle de la fondamentale. La fréquence fondamentale donne la hauteur perçue d'une note. Les harmoniques, d'intensité plus petite et diminuant plus ou moins avec leur rang, définissent le timbre qui permet de distinguer un piano d'une trompette jouant la même note.
La plupart des instruments de musique produisent un son qui découle d'une vibration entretenue, et dont la fondamentale est forcée à une hauteur particulière par la configuration de l'instrument. Pour jouer les autres notes, il faut un artifice modifiant la hauteur de la fréquence fondamentale, ce qui se fait par exemple par les trous opérés dans le tuyau d'une flûte, l'allongement du conduit d'un trombone à coulisse, ou la diminution de la partie vibrante d'une corde de guitare.
Une même configuration de l'instrument favorise non seulement une fondamentale, mais également tout ou partie de ses harmoniques. Ceci offre à l'instrumentiste une autre possibilité pour changer la hauteur de note, en jouant non pas sur le doigté, mais sur le mode harmonique dont la résonance est favorisée. Cette vibration ne peut se faire que suivant des fréquences propres d'une fondamentale, imposée par l'instrument et le doigté, dont on joue les harmoniques (le passage involontaire à un harmonique supérieur est ce qu'on appelle un "couac"). Certains instruments comme le clairon n'utilisent que des harmoniques, ce qui limite la gamme de notes.

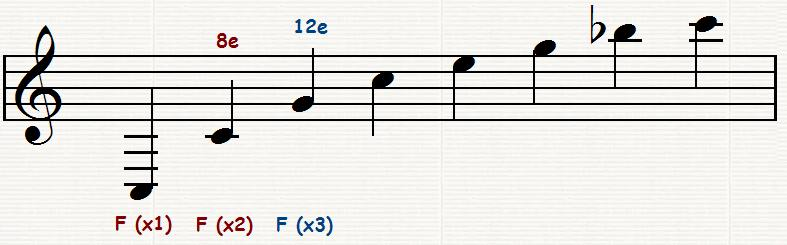
premières harmoniques : Do(2), Do(3), Sol(3), Do(4), Mi(4), Sol(4), Si♭(4), Do(5)...

En partant d'une note de référence, le Do(2) sur l'image, on construit la suite des premières harmoniques correspondant à des notes. La deuxième harmonique est l'octave (donc donne le même nom de note mais plus aiguë) sa fréquence est le double de la fréquence de la note de référence, la troisième harmonique est la 12e, soit une quinte au-dessus de l'octave, sa fréquence est le triple de la fréquence de la note de référence. La fréquence de chaque note est le multiple suivant de la fréquence de la fondamentale.

## Rapport aux modes vibratoires des instruments

### Les cordes

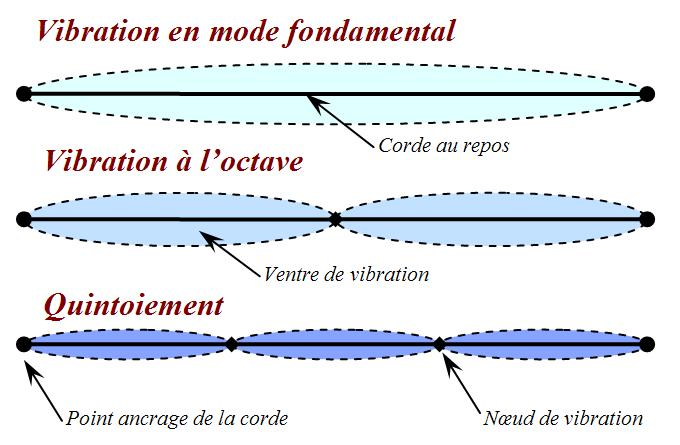
3 premiers modes de vibration d'une corde

Les cordes fixes vibrent suivant un schéma complexe formé de plusieurs modes simultanément. Elles vibrent à la fois dans leur entier, c'est-à-dire les deux extrémités fixes et le milieu de la corde avec le mouvement le plus ample (on l'appelle le ventre) : c'est le mode principal qui correspond à la fréquence fondamentale et il a aussi l'intensité la plus forte donc le plus facilement audible. Elles vibrent aussi par moitié : le point milieu est alors immobile (on l'appelle nœud) et deux ventres se forment aux quart et trois quarts de la corde : la fréquence correspondante est le double de la fréquence fondamentale et correspond à la première harmonique ou octave. Elles vibrent aussi par tiers, outre les deux extrémités, deux autres nœuds situés au tiers et au deuxième tiers sont immobiles , trois ventres apparaissent de part et d'autre des points fixes, la fréquence entendue est le triple de la fréquence fondamentale soit une octave + une quinte soit une douzième. Elles vibrent aussi en quatre, cinq etc morceaux. Par exemple sur un violon ou un violoncelle, il suffit de poser le doigt au milieu de la corde sans le plaquer contre la touche pour empêcher la corde de vibrer en entier ou par trois pour supprimer la fondamentale et la douzième et entendre ainsi l'octave. De même si on pose le doigt à l'un des deux tiers de la corde, on empêchera la corde de vibrer dans son entier ou par moitié et on entendra principalement la douzième.
Les guitaristes forcent également la vibration sur une harmonique, en posant un doigt sur la corde à l'endroit où ils veulent imposer un nœud. Cette technique apparaît dans de nombreuses pièces, tant classiques que modernes. Elle est fréquemment utilisée sur une corde à vide, la main gauche forçant le nœud pendant que la droite joue la corde ce qui est possible pour les harmoniques 2 (octave), celle-ci sonnant clairement, 3 ou 4 (cette dernière étant plus délicate) mais ne permet de produire qu'un nombre limité de notes. Cette méthode peut être utilisée pour accorder la guitare, à partir des harmoniques 3 et 4. Elle peut également être exécutée sur une corde qui subit un doigté de la main gauche, la main droite exécutant alors en même temps le forçage (avec l'index) et l'excitation de la corde (avec l'annulaire, l'auriculaire ou le pouce). Ce mode d'exécution est plus délicat mais permet de produire l'ensemble des notes de la gamme chromatique.
Par exemple, Pat Metheny joue toute la mélodie de Follow Me (Album Imaginery Day) en mode harmonique.
Le marteau du piano frappe la corde de telle sorte que la septième harmonique, qui ne sonne pas juste, est supprimée.

### Les cuivres
À l'origine, le jeu des cuivres était purement harmoniques. Aujourd'hui, le clairon déjà cité, et la trompette de cavalerie, le cor naturel ou le cor de chasse ne disposent que de ce moyen pour moduler la hauteur de note. La transition est obtenue par une variation de la raideur des lèvres.

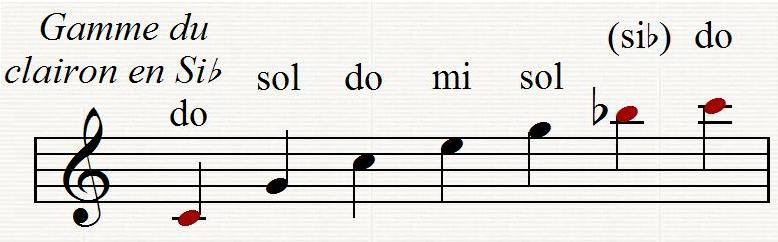
Gamme du clairon

Les cuivres travaillent sur un nombre d'harmoniques élevé. Un clairon joue principalement sur les harmoniques 3 (Sol), 4, 5 et 6, ce qui donne un registre pauvre, mais suffisant pour la signalisation (sonneries militaires).

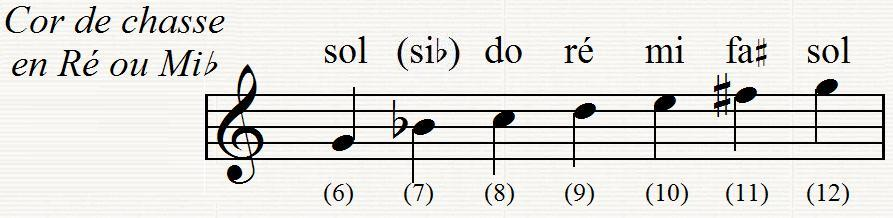
Gamme du cor de chasse

Le cor de chasse, et la trompette de cavalerie, construits à partir d'un tuyau plus long, travaillent sur des harmoniques plus élevées donc plus rapprochées ce qui autorise des mélodies plus riches. On obtient cependant une gamme au tempérament très particulier, avec l'harmonique 11, offrant au "Fa" cette hauteur très intermédiaire entre le bécarre et le dièse. L'harmonique 7 (Si♭) est jouable, mais généralement inutilisée.

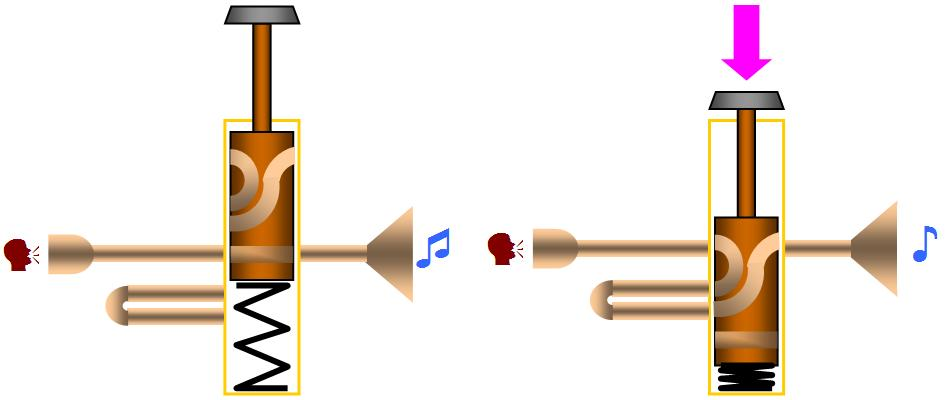
Principe du piston de la trompette

Sur les cuivres modernes un allongement artificiel du conduit donne l'accès aux autres notes de la gamme chromatique. À part le trombone allongé de manière continue par sa coulisse, les autres instruments sont allongés d'une part arbitraire par un détournement du circuit via les pistons ou les palettes. Ils sont en général au nombre de trois, abaissant respectivement de 1/2, 1 ou 1 ton et 1/2, la note harmonique imposée par les lèvres. Leurs effets pouvant être cumulés, on obtient une modulation jusqu'à 3 tons, largement suffisant pour couvrir les écarts entre les premières harmoniques du jeu standard.

### Les bois octaviants
La flûte, le saxophone, le hautbois, la quena, et encore bien d'autres dont la perce est conique, sont prédisposés au saut d'octave. On dit qu'ils octavient. On entend alors une note dont le nom est le même mais plus aiguë d'une octave.
En général un trou, convenablement opéré et souvent manipulé par le pouce de la main gauche, provoque quand il est dégagé le saut vers l'harmonique suivante. Cela suppose que l'ensemble du dispositif couvre au moins une gamme entière pour que la continuité soit assurée.

### Les instruments quintoyants
Le quintoiement est le nom donné à la capacité qu'ont certains instruments de musique à basculer directement de la vibration à fréquence fondamentale vers une fréquence triple. Cette 3e harmonique correspond en musique à la quinte au-delà de l'octave, soit la 12e note à partir de la tonique. La clarinette et le didgeridoo font partie de ces instruments. La corne de brume, mais aussi les avertisseurs sonores des locomotives quintoyent.
Ces instruments qui ne peuvent pas atteindre la 2e harmonique, basculent directement sur le mode de vibration suivant.

#### La clarinette et le quintoiement
En raison de sa perce cylindrique, le chalumeau du Moyen Âge pouvait théoriquement quintoyer. Par une modification de l'embouchure (tenue en bouche) en particulier par un serrage plus fort des lèvres sur l'anche et une pression plus forte de la colonne d'air, l'instrument pouvait basculer dans le registre aigu, dit du clairon, en rapport à sa sonorité voisine de la clarine.
Ce saut de registre n'était cependant pas à la portée de tous les musiciens, et provoquait, en l'état de l'évolution de l'instrument, un trou dans la gamme : il manquait le la médium et le si.

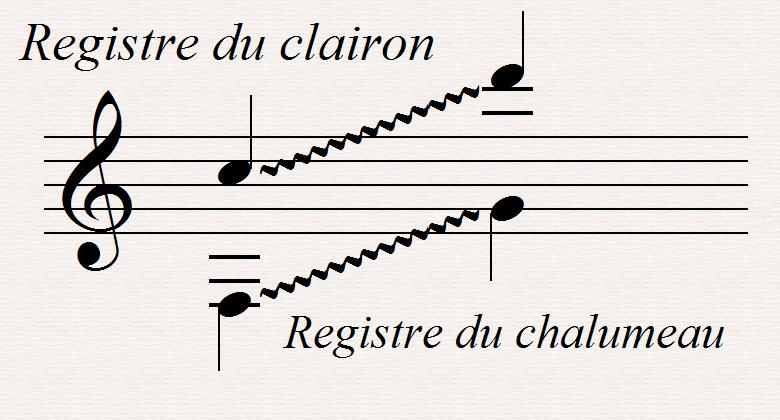
Plage des notes obtenues par quintoiement, à la clarinette

En effet alors que sur les instruments octaviant, huit trous sur le tuyau suffisent pour la génération d'une gamme entière, sur le chalumeau il manque forcément des notes. Les deux premières clefs et l'allongement du tube associé à un pavillon ajoutés par Johann Christoph Denner sur le chalumeau ont permis de pallier ce défaut : la clé du la médium sonnant en haut du registre grave permet alors de réduire en partie le défaut de trou dans la gamme. Ensuite, Denner perce un trou au-dessus du pouce gauche, derrière l'instrument, et obtient ainsi un deuxième registre : le clairon. Cette 2e clé sera, la clé de 12e, ainsi naît la clarinette. Enfin le pavillon prolongeant l'instrument autorise l'émission d'un mi grave, qui par quintoiement produit le si au début du registre du clairon. La gamme diatonique est désormais continue. La clé de 12e, modification majeure marquant la naissance de la clarinette offre à tous les clarinettistes l'accès au registre du clairon sans avoir à forcer sur l'embouchure. Les clarinettistes expérimentés pourront attester que le retour au registre du chalumeau, à partir du "clairon" est quasiment impossible si l'on veut jouer "lié" -en italien legato- mais en détachant, cela est tout à fait possible[Quoi ?].
Cependant, l'instrument reste prisonnier de sa tonalité, étant en si bémol, il appartient à la catégorie des instruments dits "transpositeurs". Plus tard d'autres luthiers, comme Heinrich Bärmann et Louis Auguste Buffet associé au virtuose Hyacinthe Klosé adaptant le système à anneaux mobiles de Theobald Boehm (qui fut le modernisateur de la flûte) proposeront des ajouts de clefs (bouchant des trous supplémentaires inaccessibles avec les doigts) donnant enfin à la clarinette une gamme chromatique complète.